# Václav Marek
Václav Marek (5. března 1908 Sadská – 14. května 1994 Praha) byl český cestovatel, spisovatel, odborný publicista, lappolog a překladatel ze sámských jazyků.

## Život
Narodil se 5. března 1908 v Sadské. V roce 1929 odešel do ciziny. Po roce 1931 se usadil v norském Laponsku v údolí řeky Susny, dnes národní park Børgefjell. Za druhé světové války se účastnil norského odboje. Roku 1948 se vrátil do Československa. Pracoval v Myslivecké jednotě v oddělení výzkumu biologie zvěře a psal články s tematikou lovu a chovu lovných zvířat, lesnictví apod. Od roku 1951 byl zaměstnán ve Výzkumném ústavu lesního hospodářství ve Strnadech na Zbraslavi, kde se zabýval půdní zoologií. Od roku 1955 byl zaměstnán v Československé akademii zemědělských věd v jejím Ústavu vědeckotechnických informací jako odborný dokumentátor a odborný pracovník.
Museum v norském Hattfjelldalu vytvořilo z Markovy dokumentační činnosti expozici a vztyčilo mu v údolí Susny pomník. V národním parku Børgefjell se lze též projít po "Markově stezce".

## Dílo

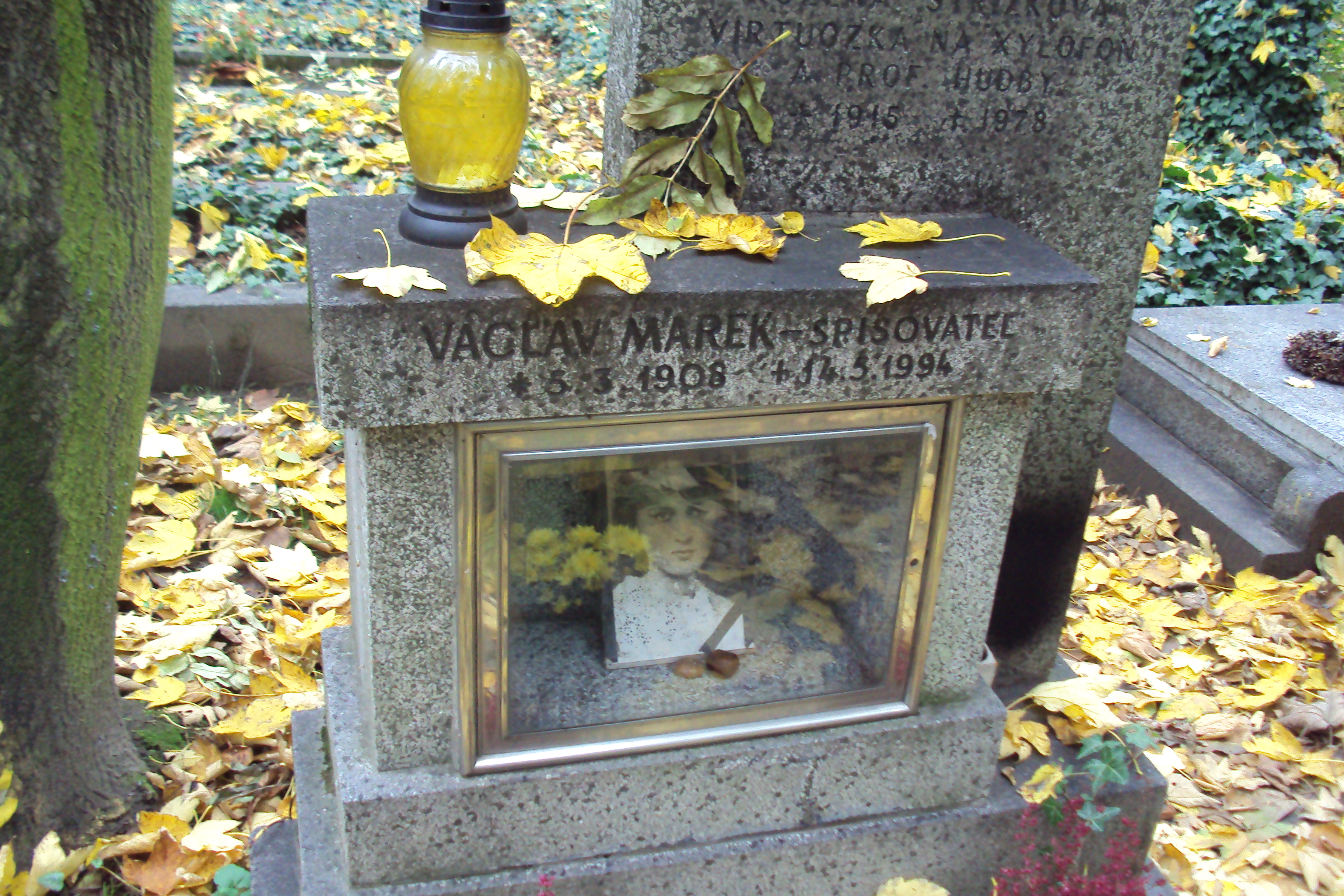
Hrob Markův v Praze na Olšanech

Již od čtyřicátých let sepisoval souhrnná díla o sámských dějinách, kultuře a náboženství. V časopise Československá et(h)nografie publikoval několik článků o náboženství a kultuře Sámů a drobné recenze.
Napsal románovou trilogii s dějem, odehrávajícím se v Laponsku od konce 18. století po padesátá léta 20. století. V románech použil vyslechnuté sámské příběhy ze Susendalu. Z trilogie vyšel pouze román Kočovníci věčné touhy (Brno: Blok 1972). Za svou historickou studii Samene i Susendalen (Hattfjelldal: Hattfjelldal kommune, 1992, ISBN 82-991610-1-0) získal Marek kulturní cenu.
Posmrtně vyšla sbírka jeho překladů sámské ústní slovesnosti Noidova smrt. Pověsti a pohádky z Laponska (Praha: Triáda, 2000, ISBN 80-86138-32-1) a studie Staré laponské náboženství (Č. Kostelec: P. Mervart / ÚJB FF MU, 2009, ISBN 978-80-87378-15-1).
Markovy fotografie z Laponska se často publikují v norských etnografických a historiografických dílech. Markovy vlastní fotografické zvětšeniny a rukopisy jsou uloženy v archívu Národního muzea. Z fotografií byly v Čechách sestaveny dvě výstavy - v (Městském muzeu v Sadské a v Maďarském kulturním středisku v Praze). Fotografií ve svých expozicích využívá též Náprstkovo muzeum.